# Solomon Feferman
Solomon Feferman (Nova Iorque, 13 de dezembro de 1928 - 26 de julho de 2016) foi um matemático e filósofo estadunidense. Trabalhou com lógica matemática.
Obteve o seu Ph.D. em 1957 na Universidade da Califórnia em Berkeley, orientado por Alfred Tarski. Foi professor da Universidade Stanford.
Feferman recebeu o Prêmio Schock de Filosofia e Lógica de 2003 e apresentou a Tarski Lectures de 2006. Em 2012 foi eleito fellow da American Mathematical Society.
Feferman foi editor chefe do Collected Works de Kurt Gödel.

## Publicações selecionadas
- In the Light of Logic (Oxford University Press, 1998, ISBN 0-19-508030-0, Logic and Computation in Philosophy series) review.
- Avigad, J.; Feferman, S. (1998) Gödel's functional (``Dialectica) interpretation. Handbook of proof theory, 337–405, Stud. Logic Found. Math., 137, North-Holland, Amsterdam.
- Feferman, S.; Vaught, R. L. (1959) The first order properties of products of algebraic systems. Fund. Math. 47, 57–103.
- Feferman, Solomon (1979) Constructive theories of functions and classes. Logic Colloquium '78 (Mons, 1978), pp. 159–224, Stud. Logic Foundations Math., 97, North-Holland, Amsterdam-New York.
- Feferman, Solomon (1975) A language and axioms for explicit mathematics. Algebra and logic (Fourteenth Summer Res. Inst., Austral. Math. Soc., Monash Univ., Clayton, 1974), pp. 87–139. Lecture Notes in Math., Vol. 450, Springer, Berlin.
- Buchholz, Wilfried; Feferman, Solomon; Pohlers, Wolfram; Sieg, Wilfried (1981) Iterated inductive definitions and subsystems of analysis: recent proof-theoretical studies. Lecture Notes in Mathematics, 897. Springer-Verlag, Berlin-New York.
- Feferman, Solomon; Hellman, Geoffrey (1995) Predicative foundations of arithmetic. J. Philos. Logic 24, no. 1, 1--17.